# Roger Olson
Roger Eugene Olson (Des Moines, 2 febbraio 1952) è un teologo e pastore protestante statunitense, di fede battista. È professore di teologia al "George W. Truett" di Waco, nel Texas, seminario battista afferente alla Baylor University. Sacerdote battista, è sposato e padre di due figlie.

## Biografia
Allievo dell'Open Bible College di Des Moines, frequentò il Seminario Teologico Battista di Sioux Falls, punto di riferimento per la formazione dei pastori battisti per gli americani di lingua tedesca nel IX secolo, fedele alla teologia germanica, e divenuto negli anni '50 il principale centro della North American Baptist Conference, l'associazione che riunisce le Chiese Battiste germaniche degli Stati Uniti. Completò gli studi all'Università Rice.
È un arminiano, sostenitore dei cosiddetti "cinque punti" rispetto al calvinismo, sposando le tesi di questa scuola di pensiero nel libro Against Calvinism pubblicato nel 2011. La sua monografia più nota è The Story of Christian Theology ("La Storia della Teologia Cristiana").
In merito al movimento neo-annichilazionista, ha dichiarato che alcuni teologi evangelicali hanno rivitalizzato vecchie eresie e superate aberrazioni della Cristianità con l'intenzione di marginalizzare gli esponenti dell'ortodossia (The mosaic of Christian belief, 2002). Al riguardo, George R. Knight, avventista e professore di Storia della Chiesa all'Università Andrews dichiarò: "Roger E. Olson ha sottolineato che molti teologi evangelici conservatori hanno resuscitato le vecchie etichette polemiche dell'eresia e dell'insegnamento aberrazionale per emarginare quegli evangelici che avrebbero osato abbracciare una credenza un tempo relegata ai margini settari del protestantesimo. Questo non sembrerebbe proprio un prezioso dispendio di tempo e di energie. L'annichilazionismo non tocca il messaggio cardine del Vangelo e nemmeno nega nemmeno la più parte della fede cristiana; è semplicemente una reinterpretazione dell'inferno".
Olson è uno degli autori che rilevò l'emergere di correnti teologiche "sciolte" all'interno del movimento evangelicale.

Etichettò con l'espressione "Principio di Pannenberg" l'argomento del teologo Wolfhart Pannenberg, secondo il quale la divinità di Dio è il suo ruolo, ovvero "la divinità di Dio e il Regno di Dio nel mondo sono inseparabili".
Nel 2015 ha curato la quattordicesima edizione dell'Handbook of Denominations in the United States ("Manuale delle denominazioni degli Stati Uniti").